# 王如登
王如登，(1942年10月—)，廣東東莞人，現任中華人民共和國中央人民政府駐香港特別行政區聯絡辦公室主任助理，是全國港區人大代表。香港傳媒一般認為，王之發言代表當時中聯辦的立場。
王如登身為中聯辦代表，曾在2004年發言:「非理性爭拗不利於香港政制發展」。

## 外部參考
- 中國人大網: 王如登 （页面存档备份，存于）
- 港區人代選舉　王如登氣勢如虹料成票王 （页面存档备份，存于）
- 2005年，王如登狠批圈套論[永久]
- BBC中文網: 王如登表示，香港民主派議員提議和中央溝通是好事，不過要聽其言、觀其行。 （页面存档备份，存于）